# Antonio Cardile
Antonio Cardile (n. 26 februarie 1914, Taranto, Italia – d. 9 decembrie 1986, Roma, Italia) a fost un pictor, sculptor și gravor italian.

## Biografie
A absolvit în 1936 la Academia de Arte din Florența, cu pictorul Felice Carena și cu gravorul Celestino Celestini și a început să-și prezinte operele în expozitii colective.
După ce a fost prizonier în timpul celui de-al Doilea Război Mondial ajunge la Roma  unde aderă la școala romană de pictură . În ultimii ani ai vieții îl inițiază în arta plastică pe nepotul său, artistul Joseph Pace, fondatorul filtranismului (Filtranisme), un curent artistic și filosofic neoexistențialist născut la Paris la mijlocul anilor '80.
Pictor, sculptor, desenator, grafician, artist complet, Antonio Cardile, în cincizeci ani de activitate, a interpretat în mod liber teme sacre și profane.